# All of Me (chanson de John Legend)
Pour les articles homonymes, voir All of Me.
All of Me est une chanson de l'artiste américain John Legend, co-écrite par John Legend et Toby Gad, sortie le 1er février 2014 en tant que 3e single de l'album Love in the Future.

## Versions remixées et stylisées
Le disc-jockey néerlandais Tiësto a sorti un remix officiel en janvier 2014, nommé et gagnant aux Grammy Awards 2015. Le projet Dash Berlin a lui aussi publié un remix de la chanson. La version de Tiësto laisse le piano en solo après le refrain, et celle de Dash Berlin synthétise la mélodie pour la rendre plus forte. John Legend a sorti une version dans le genre musical country en collaboration avec Jennifer Nettles et Hunter Hayes à la guitare en juin 2014, ainsi qu'une version avec Lindsey Stirling au violon.

## Reprise
Le titre est repris par Darren Criss dans l’épisode 20 de la saison 5 de la série télévisée Glee.
En 2014, durant la finale de la saison 3 de The Voice France, le candidat Amir a interprété cette chanson.
Le rappeur coréen Chanyeol, du groupe de k-pop EXO, a repris la chanson en 2015 lors d’un concert.
La chanson est reprise en 2016 par Taron Egerton qui prête sa voix au personnage de Johnny dans le film Tous en scène.

## Classements
| Classement (2013-2014)                  | Meilleure position |
| --------------------------------------- | ------------------ |
| Allemagne (Media Control AG)            | 19                 |
| Afrique du Sud (EMA)                    | 4                  |
| Australie (ARIA)                        | 1                  |
| Autriche (Ö3 Austria Top 40)            | 16                 |
| Belgique (Flandre Ultratop 50 Singles)  | 3                  |
| Belgique (Flandre Ultratop R&B/Hip-Hop) | 1                  |
| Belgique (Wallonie Ultratop 50 Singles) | 22                 |
| Canada (Hot 100)                        | 1                  |
| Danemark (Tracklisten)                  | 14                 |
| Écosse (OCC)                            | 3                  |
| États-Unis (Hot 100)                    | 1                  |
| États-Unis (Pop Airplay)                | 1                  |
| États-Unis (R&B/Hip-Hop Songs)          | 1                  |
| France (SNEP)                           | 12                 |
| Irlande (IRMA)                          | 1                  |
| Israël (Media Forest)                   | 4                  |
| Pays-Bas (Nederlandse Top 40)           | 1                  |
| Pays-Bas (Single Top 100)               | 1                  |
| Nouvelle-Zélande (RMNZ)                 | 2                  |
| Norvège (VG-lista)                      | 4                  |
| Portugal (Digital Songs)                | 1                  |
| Tchéquie (IFPI Rádio)                   | 15                 |
| Slovaquie (IFPI Rádio)                  | 14                 |
| Espagne (PROMUSICAE)                    | 11                 |
| Suède (Sverigetopplistan)               | 1                  |
| Suisse (Schweizer Hitparade)            | 3                  |
| Royaume-Uni (UK Singles Chart)          | 2                  |
| Royaume-Uni (UK R&B Chart)              | 1                  |

| Classement (2013) | Position |
| ----------------- | -------- |
| Australie         | 49       |
| Pays-Bas          | 32       |

## Certifications
| Pays   | Organisme | Certification |
| ------ | --------- | ------------- |
| France | SNEP      | Or            |

## Historique de sortie
| Pays                         | Date              | Format          | Label                |
| ---------------------------- | ----------------- | --------------- | -------------------- |
| États-Unis[réf. nécessaire], | 12 août 2013      | Radio diffusion | GOOD Music, Columbia |
| États-Unis[réf. nécessaire], | 30 septembre 2013 | Radio diffusion | Columbia             |
| Italie                       | 22 novembre 2013  | Radio diffusion | Sony Music           |
| Royaume-Uni[réf. nécessaire] | 30 novembre 2013  | Radio diffusion | Columbia             |
| États-Unis                   | Février 2014      | Radio diffusion | Columbia             |